# Claudio Donati
Claudio Donati (Trento, 3 febbraio 1950 – Milano, 29 gennaio 2008) è stato uno storico italiano.

## Biografia
Laureato in Storia moderna presso la Facoltà di Lettere e Filosofia dell'Università degli studi di Milano nel 1972, ha perfezionato gli studi presso la Scuola Normale Superiore di Pisa (1972-74).
Il 1º novembre del 1974 viene nominato assistente ordinario di Storia moderna presso la Facoltà di Giurisprudenza dell'Università degli studi di Siena.
Nel 1976 diviene professore incaricato di Storia degli antichi stati italiani presso la Facoltà di Lettere e Filosofia dell'Università degli studi di Trieste.
Professore associato di Storia moderna presso la medesima Facoltà (1980), poi di Storia degli antichi stati italiani presso la Facoltà di Lettere e Filosofia dell'Università degli studi di Milano (1986), professore straordinario (1990) e poi ordinario (1º novembre 1993) di Storia degli antichi stati italiani.
È stato socio della Società Italiana per gli studi del XVIII secolo, della Società trentina di studi storici, dell'Accademia roveretana degli Agiati, dell'Arbeitskreis für Militärgeschichte. È stato membro designato del Centro per gli studi storici italo-germanici di Trento e condirettore della Rivista storica italiana. In particolare i suoi studi sulla nobiltà e sulle istituzioni militari dell'Italia "austriaca" (Lombardia, Trentino) nell'età moderna hanno colmato una lacuna della storia militare italiana, approfondendo e problematizzando la tesi della smilitarizzazione italiana sostenuta da Gregory Hanlon in The twilight of a military tradition. Italian aristocrats and European conflicts, 1560-1800 (UCL Press, 1998).
Tra i temi principali della sua ricerca:
- i rapporti tra istituzioni ecclesiastiche, poteri politici, strutture sociali e orientamenti culturali in Italia tra XVI e XVIII secolo;

- l'evoluzione della coscienza nobiliare in Italia e in Europa a partire dal tardo medioevo;

- la storia del Trentino in quanto area di confine tra Italia e Germania durante l'antico regime;

- le istituzioni militari in rapporto alla costituzione politica e sociale degli stati italiani nei secoli dell'età moderna.

## Opere
- Ecclesiastici e laici nel Trentino del Settecento (1748-1763), Roma, Istituto storico italiano per l'età moderna e contemporanea, 1975.
- La nobiltà italiana nell'età moderna, in Studi storici, XVIII, 1977, pp. 163-174.
- Scipione Maffei e la “Scienza chiamata cavalleresca”. Saggio sull'ideologia nobiliare al principio del Settecento, in Rivista storica italiana, XC, 1978, pp. 30-71.
- L'evoluzione della coscienza nobiliare, in Patriziati e aristocrazie nobiliari. Ceti dominanti e organizzazione del potere nell'Italia centro-settentrionale dal XVI al XVIII secolo (a cura di C. Mozzarelli e P. Schiera), Trento, Libera Università degli studi di Trento - Gruppo di Teoria e Storia Sociale, 1978, pp. 13-36.
- Istituzioni ecclesiastiche e società nell'Italia moderna, in Società e storia, 1980, n. 7, pp. 157-168.
- Dalla “regolata divozione” al “giuseppinismo” nell'Italia del Settecento, in Cattolicesimo e lumi nel Settecento italiano (a cura di M. Rosa), Roma, Herder, 1981, pp. 77-98.
- Esercito e società civile nella Lombardia austriaca, in Economia, istituzioni, cultura in Lombardia nell'età di Maria Teresa. Volume Terzo: Istituzioni e società (a cura di A. De Maddalena – E. Rotelli – G. Barbarisi), Bologna, Il Mulino, 1982, pp. 241-267.
- Adel und Verwaltung am fürstlichen Bischofsstuhl Trient zur Zeit Maria Theresias und Josephs II, in Österreich im Europa der Aufklärung, Wien, Österreichische Akademie der Wissenschaften, 1985, pp. 463-482.
- Contributo alla storia istituzionale e sociale del Principato vescovile di Trento fra XVII e XVIII secolo, in Il Trentino nel Settecento fra Sacro Romano Impero e antichi stati italiani (a cura di C. Mozzarelli e G. Olmi), Bologna, Il Mulino, 1986, pp. 647-675.
- Nobiltà goriziana e Ordine di Malta nei secoli XVII e XVIII: storia di un rapporto e di una controversia, in Annali di storia isontina, I, 1986, pp. 33-43.
- La biblioteca del conte Antonio di Wolkenstein e la vita politica e culturale a Trento nel secolo XVIII, in Scritti per Mario Delle Piane, Napoli, Edizioni Scientifiche Italiane, 1986, pp. 93-107.
- La Chiesa di Roma tra antico regime e riforme settecentesche (1675-1760), in Storia d'Italia. Annali 9: La Chiesa e il potere politico dal Medioevo all'età contemporanea (a cura di G. Chittolini e G. Miccoli), Torino, Einaudi, 1986, pp. 721-766.
- Il Principato vescovile di Trento durante la giovinezza di Carlo Antonio Pilati, in Atti della giornata di studi su Carlo Antonio Pilati. Un illuminista trentino nell'Europa del ‘700 (a cura di L. Borrelli - A. Di Seclì - C. Donati), Trento, Edizioni U.C.T., 1987, pp. 21-29.
- L'idea di nobiltà in Italia. Secoli XIV-XVIII, Roma-Bari, Laterza, 1988, pp. VII+402.
- Ernesto Sestan, in Passato e presente, 1988, n. 16, pp. 107-125.
- Chiesa e potere nella Toscana del Quattrocento, in Rivista storica italiana, C, 1988, pp. 768-775.
- Genova, Piemonte, Stato della Chiesa e Toscana nel Seicento, in Storia della società italiana. Volume XI: La Controriforma e il Seicento, Milano, Teti, 1989, pp. 359-398.
- Nobiltà e arti meccaniche in Italia nel primo Settecento: l'”Ateneo dell'uomo nobile” di Agostino Paradisi, in Sapere e/è potere. Discipline, dispute e professioni nell'università medievale e moderna. Volume III: Dalle discipline ai ruoli sociali (a cura di A. De Benedictis), Istituto per la storia di Bologna, 1990, pp. 345-367.
- Vescovi e diocesi d'Italia dall'età post-tridentina alla caduta dell'antico regime, in Clero e società nell'Italia moderna (a cura di M. Rosa), Roma-Bari, Laterza, 1992, pp. 321-389.
- Il patriziato e le sue istituzioni, in Storia illustrata di Milano (a cura di F. Della Peruta), Milano, Sellino, 1993, pp. 1041-1060.
- Mondo nobiliare e orientamenti politici e culturali nella Brescia del tardo Settecento, in Pietro Tamburini e il giansenismo lombardo (a cura di P. Corsini e D. Montanari), Brescia, Morcelliana, 1993, pp. 63-84.
- “Ad radicitus submovendum”: materiali per una storia dei progetti di riforma giudiziaria durante il pontificato di Innocenzo XII, in Riforme, religione e politica durante il pontificato di Innocenzo XII (1691-1700) (a cura di B. Pellegrino), Galatina, Congedo, 1994, pp. 159-178.
- The Italian Nobilities in the Seventeenth and Eighteentyh Centuries, in The European Nobilities in the Seventeenth and Eighteenth Centuries. Volume one: Western Europe (ed. H.M. Scott), London - New York, Longman, 1995, pp. 237-268.
- Organizzazione militare e carriera delle armi nell'Italia d'antico regime: qualche riflessione, in Ricerche di storia in onore di Franco Della Peruta. Volume primo: Politica e istituzioni (a cura di M. L. Betri e D. Bigazzi), Milano, Angeli, 1996, pp. 9-39.
- Nobiltà, in Enciclopedia delle Scienze Sociali, Roma, Istituto della Enciclopedia Italiana, 1996, vol. VI, pp. 235-246.
- Kaunitz und das Trentino. Ein Beitrag zur Problem der Beziehungen zwischen Zentrum und Peripherie in der österreichischen Monarchie des 18. Jahrhunderts, in Staatskanzler Wenzel Anton von Kaunitz-Rietberg 1711-1794. Neue Perspektiven zu Politik und Kultur der europäischen Aufklärung, Graz-Eszergom-Paris-New York, Schnider, 1996, pp. 278-289
- Aspetti istituzionali della Chiesa di Roma tra XVII e XVIII secolo, in Politica, vita religiosa, carità. Milano nel primo Settecento (a cura di M. Bona Castellotti, E. Bressan, P. Vismara), Milano, Jaca Book, 1997, pp. 103-127
- Erudizione e pubblica felicità nella prima metà del Settecento in Italia, in Storia religiosa dell'Austria, Milano, Centro Ambrosiano, 1997, pp. 169-197
- La nobiltà milanese nelle fonti documentarie e nella satira pariniana, in Interpretazioni e letture del ‘Giorno’ (a cura di G. Barbarisi e E. Esposito), Milano, Cisalpino, 1998, pp. 177-203
- Guerra, carriera militare e nobiltà delle armi, in Scipione Maffei nell'Europa del Settecento (a cura di G.P. Romagnani), Verona, Consorzio Editori Veneti, 1998, pp. 205-237
- Il “militare” nella storia dell'Italia moderna dal Rinascimento all'età napoleonica, in Eserciti e carriere militari nell'Italia moderna (a cura di C. Donati), Milano, Unicopli, 1998, pp. 7-39
- Nobiltà e coscienza nobiliare nell'Italia del Cinquecento, in Per i trent'anni di 'Nobili e mercanti nella Lucca del Cinquecento'. Giornata di studi in onore di Marino Berengo, Comune di Lucca, 1998, pp. 51-72
- Rovereto, il Trentino e la monarchia austriaca all'epoca di Clementino Vannetti, in Atti dell'Accademia Roveretana degli Agiati, ser. VII, vol. VIII, 1998, fasc. 1, pp. 11-31
- Roma pontificia ed episcopati d'Italia nella seconda metà del XVII secolo: aspetti e problemi, in Gregorio Barbarigo patrizio veneto vescovo e cardinale nella tarda Controriforma (1625-1697) (a cura di L. Billanovich e P. Gios), Padova, Istituto per la storia ecclesiastica padovana, 1999, pp. 107-127
- Curie, tribunali, cancellerie episcopali in Italia durante i secoli dell'età moderna: percorsi di ricerca, in Fonti ecclesiastiche per la storia sociale e religiosa d'Europa: XV-XVIII secolo (a cura di C. Nubola e A. Turchini), Bologna, Il Mulino, 1999, pp. 213-229
- L'organizzazione militare della monarchia austriaca nel secolo XVIII e i suoi rapporti con i territori e le popolazioni italiane: prime ricerche, in Österreichisches Italien - Italienisches Österreich? Interkulturelle Gemeinsamkeiten und nationale Differenzen vom 18. Jahrhundert bis zum Ende des Ersten Weltkrieges (hrsg. von B. Mazohl Wallnig und Marco Meriggi), Wien, Verlag der Österreichischen Akademie der Wissenschaften, 1999, pp. 297-329
- Una provincia in pace, un impero in guerra: osservazioni sullo Stato di Milano durante il regno di Filippo II, in Il territorio dello Stato di Milano nella prima età spagnola: il Cinquecento, Archivio di stato di Milano, 1999, pp. 3-13
- Una famiglia lombarda tra XVI e XVIII secolo: gli Este di San Martino e i loro feudi, in Archivi territori poteri in area estense (Secc. XVI-XVIII) (a cura di E. Fregni), Roma, Bulzoni, 1999, pp. 435-453
- Ritratto di un ecclesiastico trentino del secondo Settecento: Simone Zambaiti, allievo del Collegio Germanico, vicario generale e canonico, in Per Marino Berengo. Studi degli allievi (a cura di L. Antonielli - C. Capra - M. Infelise), Milano, Angeli, 2000, pp. 543-576
- La trattatistica sull'onore e il duello tra Cinquecento e Seicento: tra consenso e censura, in Studia Borromaica, 2000, n.14, pp. 39-56
- Le caratteristiche istituzionali e sociali del tardo periodo spagnolo e del primo periodo austriaco, in Storia della Lombardia. Volume 4: Dal 1650 al 1900 (a cura di L. Antonielli e G. Chittolini), Bari, Laterza, 2001, pp. 27-48
- L'Italia nel periodo dell'ascesa della monarchia austriaca (fine secolo XVII-inizio secolo XVIII): aspetti militari, in Première Rencontre franco-italienne d'histoire militaire (Vincennes, 8 et 9 octobre 1999). Recueil des principales interventions, Château de Vincennes, Centre d'études d'histoire de la Défense, s.d. [ma 2001], pp. 7-18
- A project of ‘expurgation’ by the Congregation of the Index: treatises on duelling, in Church, Censorship and Culture in Early Modern Italy (ed. G. Fragnito), Cambridge, Cambridge University Press, 2001, pp. 134-162
- Le istituzioni di difesa nell'area italiana tra XVII e XVIII secolo: aspetti politici, economici e sociali, in Controllo degli stretti e insediamenti militari nel Mediterraneo (a cura di R. Villari), Roma-Bari, Laterza, 2002, pp. 191-217
- Nobili e chierici nell'Italia del Seicento e del Settecento. Studi e ricerche storiche Milano CUEM 2002
- Il principato vescovile di Trento dalla guerra dei Trent'anni alle riforme settecentesche, in: Storia del Trentino. Volume IV. L'età moderna, Bologna, Il Mulino, 2002, pp. 71-126
- Popolo, plebe, cittadini, sudditi, nazione nei secoli della prima età moderna: riflessioni per una ricerca di semantica storica comparata, Ricerche storiche, 2002, n. 2-3 Essere popolo. Prerogative e rituali d'appartenenza nelle città italiane d'antico regime (a cura di L. Savelli)”, pp. 415-423
- Stato, società, eserciti nel XVIII secolo: percorsi di ricerca, in Studi settecenteschi, 2002 [ma 2003], n. 22, pp. 75-87
- Curatela insieme a L. Antonielli e interventi alla discussione di Corpi armati e ordine pubblico in Italia (XVI-XIX sec.), Soveria Mannelli (CZ), Rubbettino, 2003
- Nobiltà e patriziati nell'itinerario di ricerca di Marino Berengo, in: Tra Venezia e l'Europa. Gli itinerari di uno storico del Novecento: Marino Berengo. Atti delle “Giornate di studio su Marino Berengo storico” (Venezia, 17 e 18 gennaio 2002) (a cura di G. Del Torre), Padova, Il Poligrafo, 2003, pp. 45-56
- Nobiltà e Stati nell'Italia della prima età moderna (con particolare attenzione a fonti archivistiche milanesi), in: Nobiltà e Stato in Piemonte. I Ferrero d'Ormea. Atti del convegno Torino-Mondovì 3-5 ottobre 2001 (a cura di A. Merlotti), Torino, Zamorani, 2003, pp. 61-81
- Militärstrukturen der italienischen Staaten in der frühen Neuzeit: ein Forschungsbericht jüngster Studien, in Militär und Gesellschaft in der Frühen Neuzeit, 7, 2003, n. 2, pp. 145-167
- Strutture militari degli Stati italiani nella prima età moderna: una rassegna degli studi recenti, in: Società italiana di Studi Militari. Quaderno 2000: P. Del Negro (a cura di), La storiografia militare in Italia e in Francia negli ultimi vent'anni. Due esperienze a confronto. Secondo incontro franco-italiano (Venezia, 27-28 aprile 2001)”, Napoli, E.S.I., 2003, pp. 45-62
- Famiglia e nobiltà nell'Europa dell'età moderna, in: C. Donati e M. Nequirito, Interni di famiglia. Nobiltà e aristocrazia in Europa e in Trentino fra antico regime ed età moderna, Comune di Trento, 2003, pp. 9-21
- Vescovo mancato e storico inedito: vita e opere del canonico trentino Sigismondo Antonio Manci (1734-1817), in: Religione, cultura e politica nell'Europa dell'età moderna. Studi offerti a Mario Rosa dagli amici (a cura di C. Ossola, M. Verga, M.A. Visceglia), Firenze, Olschki, 2003, pp. 455-470
- Gli inventari dei palazzi vescovili della Lombardia spagnola e austriaca: contributo alla storia civile ed ecclesiastica del XVII e XVIII secolo, in: Studi in onore di Giovanni Miccoli (a cura di L. Ferrari), Edizioni Università di Trieste, pp. 177-189
- Una fonte per lo studio sociale degli eserciti: le liste nominative dei reggimenti italiani dell'esercito imperial-regio nel Settecento, in: Al di là della storia militare: una ricognizione sulle fonti (a cura di Livio Antonielli e Claudio Donati), Soveria Mannelli, Rubbettino, 2004, pp. 153-173
- ‘Ai confini d'Italia': il principato vescovile di Trento durante l'età moderna (fine XV – inizio XIX secolo), in: Zones of Fracture in Modern Europe: the Baltic Countries, the Balkans, and Northern Italy / Zone di frattura in epoca moderna; Il Baltico, i Balcani e l'Italia settentrionale (ed. Almut Bues), Wiesbaden, Hassarowitz, 2005, pp. 137-155
- Chiesa italiana e vescovi d'Italia dal XVI al XVIII secolo. Tra interpretazioni storiografiche e prospettive di ricerca, in Annali dell'Istituto storico italo-germanico in Trento, XXX, 2004 [ma 2005], pp. 375-389
- L'Epistola di Lapo da Castiglionchio e la disputa sulla nobiltà a Firenze fino al consolidamento del principato, in: Antica possessione con belli costumi. Due giornate di studio su Lapo da Castiglionchio il Vecchio (Firenze-Pontassieve, 3-4 ottobre 2003). Con la nuova edizione dell'Epistola al figlio Bernardo (a cura di F. Sznura), Firenze, Aska, 2005, pp. 30-45
- Introduzione a Le secolarizzazioni nel Sacro Romano Impero e negli antichi Stati italiani: premesse, confronti, conseguenze / Säkularisationsprozesse im Alten Reich und in Italien: Voraussetzungen, Vergleiche, Folgen (a cura di C. Donati e H. Flachenecker), Bologna, Il Mulino - Berlin, Duncker & Humblot, 2005, pp. 9-19
- Ordinamenti militari e guerre nella Lombardia spagnola tra metà Cinquecento e fine Seicento, in: L'Italia delle cento città. Dalla dominazione spagnola all'unità nazionale (a cura di M.L. Cicalese e A. Musi), Milano, Angeli, 2005, pp. 165-175.
- Tra urgenza politica e memoria storica: la ricomparsa dei ghibellini (e dei guelfi) nell'Italia del primo Settecento, in: Guelfi e ghibellini nell'Italia del Rinascimento (a cura di M. Gentile), Roma, Viella, 2005, pp. 109-128
- Autobiografia, cronaca e storia nella Trento del secondo Settecento: i Diari del canonico e decano capitolare Sigismondo Antonio Manci, in: S.A. Manci, Diari. Volume terzo (1776-1793) (a cura di M. Stenico. Saggio introduttivo di C. Donati), Trento, Società di studi trentini di scienze storiche, 2005, pp. 7-27
- Il problema delle generazioni nella storia e le sue radici settecentesche: spunti per una ricerca, in: Il Settecento di Furio Diaz (a cura di C. Mangio e M. Verga), Pisa, Edizioni Plus - Pisa University Press, 2006, pp. 107-119
- Curatela di: Alle frontiere della Lombardia. Politica, guerra e religione nell'età moderna, Milano, FrancoAngeli, 2006.
- Per una storia plurale e dinamica della frontiera in età moderna: l'esempio lombardo, in: Alle frontiere della Lombardia. Politica, guerra e religione nell'età moderna (a cura di C. Donati), Milano, FrancoAngeli, 2006, pp. 7-16
- Le biblioteche portatili di due gentiluomini ufficiali: contributo alla storia della cultura dei militari tra XVII e XVIII secolo, in: Libri ed altro. Nel passato e nel presente. Per Enrico Decleva, Milano, Dipartimento di Scienze della Storia e della Documentazione Storica, Università degli Studi di Milano - Fondazione Arnoldo e Alberto Mondadori, 2006, pp. 169-184
- The Profession of Arms and the Nobility in Spanish Italy: Some Considerations, in: Spain in Italy. Politics, Society, and Religion 1500-1700 (edited by T.J. Dandelet - J.A. Marino in cooperation with The American Academy in Rome), Leiden-Boston, Brill, 2007, pp. 299-324
- The Italian Nobilities in the Seventeenth and Eighteenth Centuries, in: The European Nobilities in the Seventeenth and Eighteenth Centuries. Volume I: Western and Southern Europe. 2dn Edition (edited by H.M. Scott), London-New York, Palgrave Macmillan, 2007, pp. 286-321

| Controllo di autorità | VIAF (EN) 22264158 · ISNI (EN) 0000 0001 0878 3730 · SBN CFIV020904 · BAV 495/193851 · LCCN (EN) n88025099 · GND (DE) 138384223 · BNF (FR) cb12675194k (data) · J9U (EN, HE) 987007441886305171 · CONOR.SI (SL) 93323107 |